# Adam Range
Adam Range är ett berg i Kanada.   Det ligger i territoriet Nunavut, i den norra delen av landet, 3 700 km nordväst om huvudstaden Ottawa. Toppen på Adam Range är 205 meter över havet. Adam Range ligger på ön Ile Vanier.
Terrängen runt Adam Range är huvudsakligen platt, men norrut är den kuperad. Trakten runt Adam Range är nära nog obefolkad, med mindre än två invånare per kvadratkilometer.. Det finns inga samhällen i närheten.
Trakten runt Adam Range är permanent täckt av is och snö.